# 蟹工船 (船)

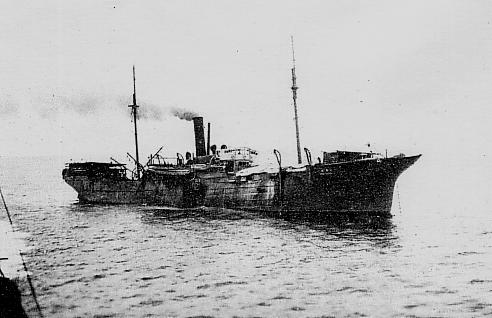
日本の蟹工船（1930年頃）。「北洋の監獄部屋」、「監獄船」、「地獄船」、「海のタコ部屋」などと呼ばれていた。

蟹工船（かにこうせん）は、カニ（タラバガニを含む）を対象とする漁船の一種で、カニを獲るだけでなく、缶詰に加工する工場を船内に設けたタイプ（工船）を指す。日本および旧ソビエト連邦において造られたが、21世紀の日本で操業されている船は存在しない。

## 日本
蟹工船は、1916年（大正5年）に農商務省水産講習所の雲鷹丸がオホーツク海で試験的に船内で缶詰製造を行ったのが始まりで、1921年（大正10年）に和嶋貞二が商業目的での運用に成功した。和嶋の蟹工船は300トン級の小型船だったが、1923年（大正12年）には八木亀三郎・実通の父子が率いる八木商店が3000トン級の樺太丸が操業を開始し、大型の蟹工船が造られるようになった。
蟹工船は、最初からカニ加工専用の船として作られたものではなく、第一線を退いた貨物船や貨客船に缶詰製造設備を搭載したものである。蟹工船によるカニ漁と缶詰加工は、大きな母船と小型の川崎船が協同で行われる。まず母船が5隻から10隻程度の川崎船（発動機付きの小型漁船）を積んで漁場に向かい、漁場で川崎船を下ろし、川崎船が獲ったカニを海上に停泊している母船に運搬して缶詰への加工が行われる。
蟹工船による漁期は、オホーツク海域では流氷の影響を受けない4月から9月頃であり、日本海北西部を漁場とする場合は11月下旬までを漁期としていた。カニの缶詰は主に欧米に輸出され、ソビエト連邦が参入するまでは日本の独占市場ともいえる状況だった。
1926年（大正15年）9月8日付け『函館新聞』の記事には「漁夫に給料を支払う際、最高二円八〇銭、最低一六銭という、ほとんど常軌を逸した支払いをし、抗議するものには大声で威嚇した」との記述がある。一方、十分な賃金を受け取ったという証言もある。『脱獄王 白鳥由栄の証言』（斎藤充功）には、白鳥由栄（1907年生まれ）が、収監以前に働いていた蟹工船について「きつい仕事だったが、給金は三月（みつき）の一航海で、ゴールデンバット一箱が七銭の時代に三五〇円からもらって、そりゃぁ、お大尽様だった」と証言している。1926年に15歳で蟹工船に雑夫として乗りこんだ高谷幸一の回想録では、陸で働く10倍にもなると述べているが、単調な1日20時間労働で眠くなるとビンタが飛ぶ過酷な環境で大半は1年で辞めるところ、高谷幸一は金のために5年も働いたと証言している。
こうした実情をもとに小林多喜二が執筆した小説が『蟹工船』である（モデルは博愛丸）。この小説が発表された後の1930年（昭和5年）にも、エトロフ丸で虐待によって死者を出した事件が起きている。1930年9月19日の出漁中、漁夫に20時間労働を強制し、死者十数人を出した蟹工船エトロフ丸が函館に入港し、首謀者が検挙された。富山県警察部の取り調べでは、虐殺の事実はないものの漁夫、雑夫に暴行を加えた事実はあったこと。死亡者は16人、罹病者は約130人（主に胃腸病、脚気）であったことが発表されている。なお死亡診断書を書いていた船医は無資格者であることが判明し、後に医師法違反で起訴、略式命令で罰金200円に処された。
1929年（昭和4年）頃からカニの缶詰の生産量が過剰になり始めた。1929年には4隻だったソビエト連邦の蟹工船が1930年（昭和5年）には10隻に増え、日本も生産量が増え続けた結果、同年には大量の売れ残りが発生して市場価格が下がり、経営環境が悪化した。1931年（昭和6年）には業界全体で減産が決まったが、取り決めが守られずに過剰生産による価格暴落で赤字を出すことになり、1932年（昭和7年）1月29日に日本で蟹工船を運用していた日本工船、昭和工船、東工船、林兼の四社が合併して日本合同工船株式会社が設立され蟹工船は単一企業が運用するようになった。日本合同工船株式会社は1936年（昭和11年）に共同漁業（現在のニッスイ）に吸収合併された。
蟹工船形式の操業は1953年から再開され、1970年代、200カイリ経済水域の設定による北洋漁業廃止まで行われていた。
漁業の許可に関しては1923年の「大正12年3月13日農商務省令第5号工船蟹漁業取締規則」による規制を受ける許可制であった。1934年（昭和9年）からは農林省令第19号母船式漁業取締規則の適用を受け、戦後は蟹工船が再開される直前に出された昭和27年農林省令第30号母船式漁業取締規則の適用を受けた。これらの法規は漁業許可に関する物で労働環境については何も定めていない。

## ソビエト連邦

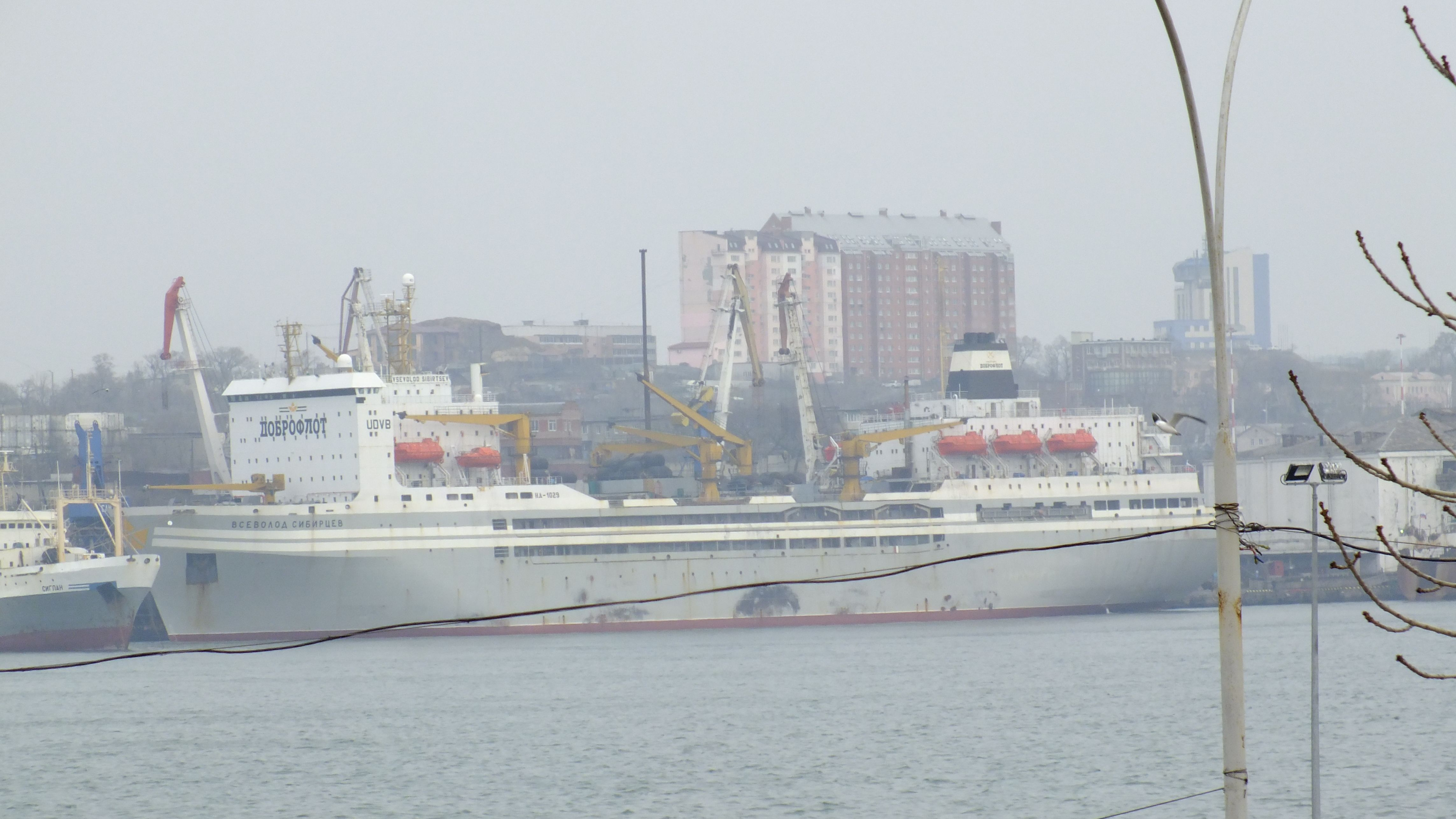
ウラジオストクに停泊しているフセヴォロド・シビルツェフ

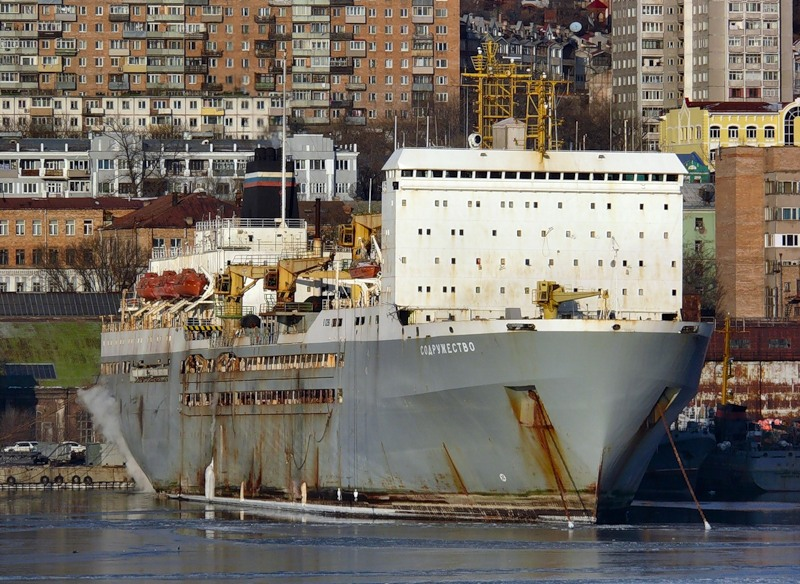
ウラジオストク港に停泊しているソドルジェストヴォ

ソビエト連邦（ソ連）における蟹工船は日本からの技術移転によって始まった漁業コルホーズの一つだった。
カニの缶詰だけを製造しているわけではないが、日本の蟹工船の技術移転によって始まった経緯からソ連では洋上工場全般を蟹工船(краболов)と呼んでいた。
1928年2月にアレクサンドル・イグナーチエヴィチ・ドゥドニクが大阪に来て日本の船「大洋丸」を35万ルーブルで買い取り「第一蟹工船」«Первый краболов»と命名されソ連で初めての蟹工船になった。第二次大戦後にアレクサンドル・アキーモヴィチ・イシュコーフ水産大臣が主導して大型カニ缶工場(Большая крабо-рыбоконсервная плавбаза)という船の建造計画を立ち上げ、1971年12月30日に世界最大の蟹工船である「ボストーク」(Р-743Д Восток)が完成した。ボストークは排水量：32,096トン、全長：179.2m、乗組員：600人、14隻の小型漁船と2機のヘリコプターを運用でき、カニの缶詰を1日に25万個製造できる能力を持っていた。この船はウラジオストクを母港として日本の蟹工船の漁場と隣接するソ連の領海で操業していた。その後1988年から1989年にかけてフィンランドの造船所で大型蟹工船「ソドルジェストヴォ」「ピョートル・ジトニコフ」「フセヴォロド・シビルツェフ」が建造されウラジオストクを母港として極東地域で操業されている。
ソ連では、農業生産と牧畜生産に失敗して食糧難になっていた時代でも、水産資源の生産には比較的余裕があったため魚を食べることが推奨された。そのため保存が利き内陸部まで運べる魚の缶詰の生産が奨励され、輸出商品としても価値の高いカニの缶詰を生産する蟹工船への期待は非常に大きかった。蟹工船の成功は、イシュコーフ水産大臣が長期間にわたって権力を維持する原動力になっていた。このため、蟹工船の労働者の中にはソビエト連邦共産党から表彰された人物も多く、ドゥドニクのようにレーニン勲章を授与された船長もいる。ソ連で優れたプロレタリアートとして共産党から表彰された者は、日本の文学の中で悪として描かれた、労働者を虐待して過酷な労働を強いてノルマを達成させた監督側の人間だった。